# Уерта-де-Вальдекарабанос
Уерта-де-Вальдекарабанос (ісп. Huerta de Valdecarábanos) — муніципалітет в Іспанії, у складі автономної спільноти Кастилія-Ла-Манча, у провінції Толедо. Населення — 1963 особи (2010).
Муніципалітет розташований на відстані близько 60 км на південь від Мадрида, 34 км на схід від Толедо.

## Демографія
Динаміка населення (INE ):

## Галерея зображень

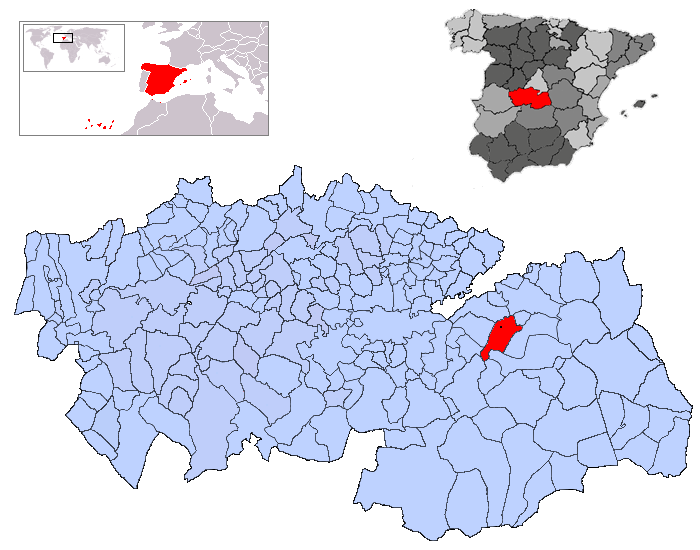
Розташування муніципалітету у провінції Толедо